# Boisset-Saint-Priest
Pour les articles homonymes, voir Boisset et Saint-Priest.
Boisset-Saint-Priest est une commune française située dans le département de la Loire, en région Auvergne-Rhône-Alpes, et faisant partie de Loire Forez Agglomération.

## Géographie

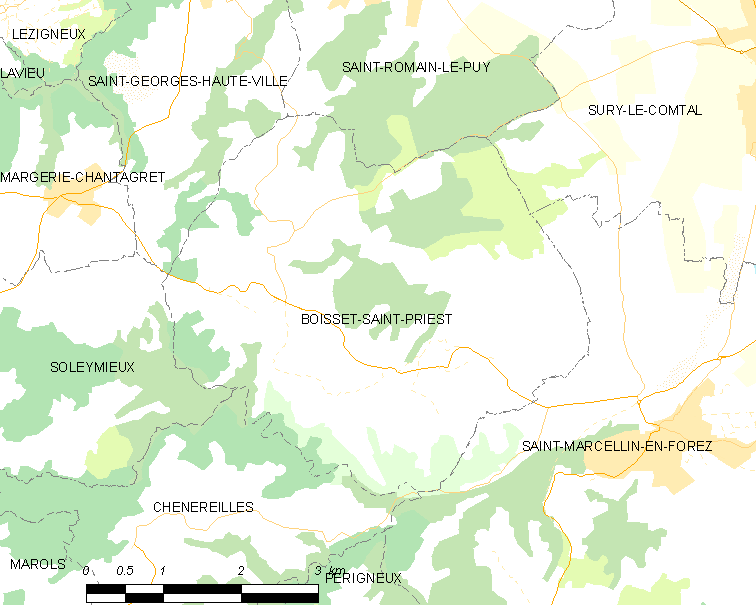
Localisation du village et des communes aux alentours.

Boisset-Saint-Priest fait partie du Forez.
La commune est distante de 15 km de Montbrison, sa sous-préfecture, et 30 km de sa préfecture, Saint-Étienne.
| Saint-Georges-Haute-Ville | Saint-Romain-le-Puy  | Sury-le-Comtal           |
| Soleymieux                | Boisset-Saint-Priest |                          |
| Chenereilles              |                      | Saint-Marcellin-en-Forez |

### Climat
Pour des articles plus généraux, voir Climat d'Auvergne-Rhône-Alpes et Climat de la Loire.
En 2010, le climat de la commune est de type climat des marges montargnardes, selon une étude du Centre national de la recherche scientifique s'appuyant sur une série de données couvrant la période 1971-2000. En 2020, Météo-France publie une typologie des climats de la France métropolitaine dans laquelle la commune est exposée à un climat de montagne ou de marges de montagne et est dans la région climatique Nord-est du Massif Central, caractérisée par une pluviométrie annuelle de 800 à 1 200 mm, bien répartie dans l’année.
Pour la période 1971-2000, la température annuelle moyenne est de 9,9 °C, avec une amplitude thermique annuelle de 16,7 °C. Le cumul annuel moyen de précipitations est de 812 mm, avec 8,9 jours de précipitations en janvier et 7 jours en juillet. Pour la période 1991-2020, la température moyenne annuelle observée sur la station météorologique de Météo-France la plus proche, « Saint-Bonnet-le-Chateau_sapc », sur la commune de Saint-Bonnet-le-Château à 10 km à vol d'oiseau, est de 10,1 °C et le cumul annuel moyen de précipitations est de 851,5 mm,. Pour l'avenir, les paramètres climatiques de la commune estimés pour 2050 selon différents scénarios d'émission de gaz à effet de serre sont consultables sur un site dédié publié par Météo-France en novembre 2022.

## Urbanisme

### Typologie
Au 1er janvier 2024, Boisset-Saint-Priest est catégorisée commune rurale à habitat dispersé, selon la nouvelle grille communale de densité à sept niveaux définie par l'Insee en 2022.
Elle est située hors unité urbaine. Par ailleurs la commune fait partie de l'aire d'attraction de Saint-Étienne, dont elle est une commune de la couronne,. Cette aire, qui regroupe 105 communes, est catégorisée dans les aires de 200 000 à moins de 700 000 habitants,.

### Occupation des sols
L'occupation des sols de la commune, telle qu'elle ressort de la base de données européenne d’occupation biophysique des sols Corine Land Cover (CLC), est marquée par l'importance des territoires agricoles (69,8 % en 2018), une proportion sensiblement équivalente à celle de 1990 (69,3 %). La répartition détaillée en 2018 est la suivante : 
prairies (38,3 %), zones agricoles hétérogènes (31,5 %), forêts (25,3 %), milieux à végétation arbustive et/ou herbacée (4,9 %). L'évolution de l’occupation des sols de la commune et de ses infrastructures peut être observée sur les différentes représentations cartographiques du territoire : la carte de Cassini (XVIIIe siècle), la carte d'état-major (1820-1866) et les cartes ou photos aériennes de l'IGN pour la période actuelle (1950 à aujourd'hui).

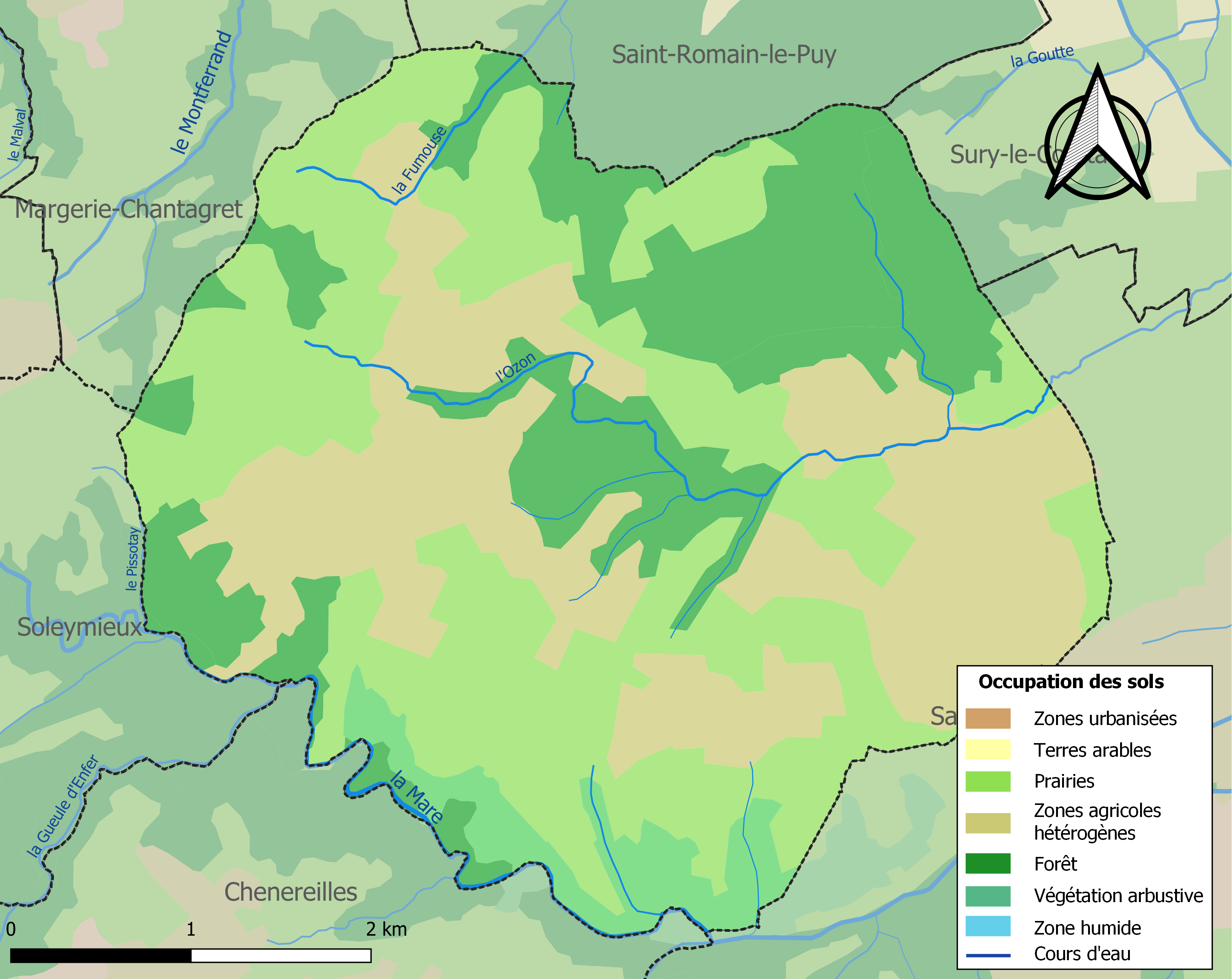
Carte des infrastructures et de l'occupation des sols de la commune en 2018 (CLC).

## Histoire
En 1167, Guy II de Forez, alors en conflit avec l'archevêque de Lyon, fait hommage au roi Louis VII pour les châteaux qu'il tenait de lui à Montbrison et à Montsupt.

### Spécificité historique de ce village
Boisset-Saint-Priest était auparavant formé de deux paroisses (Boisset en Montsupt et Saint-Priest en Rousset). Celles-ci furent réunies à la Révolution en une seule commune qui a la particularité d'avoir deux églises, deux écoles, deux cimetières, deux monuments aux morts et deux bureaux de vote.
Un seul curé administrait ces deux paroisses et résidait le plus souvent à Boisset.
Des religieuses, en cornette blanche et robe noire, assuraient un enseignement pour jeunes filles à Saint-Priest dans un couvent qui jouxte l’église.
À la fin du XIXe et au début du XXe siècle régnait une animosité entre les deux paroisses. En arpitan, par moquerie, les habitants de Saint-Priest surnommaient ceux de Boisset : les « Grolles » (corbeaux) en se référant à la couleur de la soutane du curé. En retour, les habitants de Boisset appelaient ceux de Saint-Priest les « Ayasses » (pies) en se référant à la tenue vestimentaire noire et blanche des religieuses.

## Politique et administration
| Période                                  | Période    | Identité             | Étiquette | Qualité |
| ---------------------------------------- | ---------- | -------------------- | --------- | ------- |
| Les données manquantes sont à compléter. |            |                      |           |         |
| mars 2008                                | avril 2009 | Chantal Pommier-Brot |           |         |
| avril 2009                               | avril 2014 | Roland Couprie       |           |         |
| avril 2014                               | juin 2020  | Richard Bacher       |           |         |
| juin 2020                                | En cours   | André Gay            |           |         |

Boisset-Saint-Priest faisait partie de la communauté d'agglomération de Loire Forez de 2003 à 2016 puis a intégré Loire Forez Agglomération.

## Démographie
L'évolution du nombre d'habitants est connue à travers les recensements de la population effectués dans la commune depuis 1793. Pour les communes de moins de 10 000 habitants, une enquête de recensement portant sur toute la population est réalisée tous les cinq ans, les populations de référence des années intermédiaires étant quant à elles estimées par interpolation ou extrapolation. Pour la commune, le premier recensement exhaustif entrant dans le cadre du nouveau dispositif a été réalisé en 2004.

En 2022, la commune comptait 1 284 habitants, en évolution de +6,29 % par rapport à 2016 (Loire : +1,32 %, France hors Mayotte : +2,11 %).
| 1793 | 1800 | 1806 | 1821 | 1831 | 1836 | 1841 | 1846 | 1851 |
| ---- | ---- | ---- | ---- | ---- | ---- | ---- | ---- | ---- |
| 450  | 511  | 522  | 634  | 603  | 703  | 654  | 726  | 695  |

| 1856 | 1861 | 1866 | 1872 | 1876 | 1881 | 1886 | 1891 | 1896 |
| ---- | ---- | ---- | ---- | ---- | ---- | ---- | ---- | ---- |
| 712  | 730  | 734  | 758  | 810  | 898  | 944  | 931  | 896  |

| 1901 | 1906 | 1911 | 1921 | 1926 | 1931 | 1936 | 1946 | 1954 |
| ---- | ---- | ---- | ---- | ---- | ---- | ---- | ---- | ---- |
| 901  | 916  | 871  | 708  | 724  | 692  | 658  | 588  | 581  |

| 1962 | 1968 | 1975 | 1982 | 1990 | 1999 | 2004 | 2006 | 2009  |
| ---- | ---- | ---- | ---- | ---- | ---- | ---- | ---- | ----- |
| 553  | 570  | 539  | 672  | 793  | 880  | 971  | 981  | 1 121 |

| 2014  | 2019  | 2022  | - | - | - | - | - | - |
| ----- | ----- | ----- | - | - | - | - | - | - |
| 1 202 | 1 252 | 1 284 | - | - | - | - | - | - |

## Économie
En 2017 ferme le bistro du village mais en 2019 ouvre un « Comptoir de campagne », un commerce reprenant le projet d'une entreprise lyonnaise proposant du multiservice (pain, journaux, produits locaux, etc.) pour lutter contre la désertification. Ce commerce a ensuite fermé, laissant place à un nouveau projet « Chez Elo & Pablo », une épicerie multiservices et bar : petite restauration, salon de thé, dépôts de journaux, relais La Poste… ouvert depuis fin octobre 2024.  

## Lieux et monuments
- Église Saint-Nazaire de Boisset.

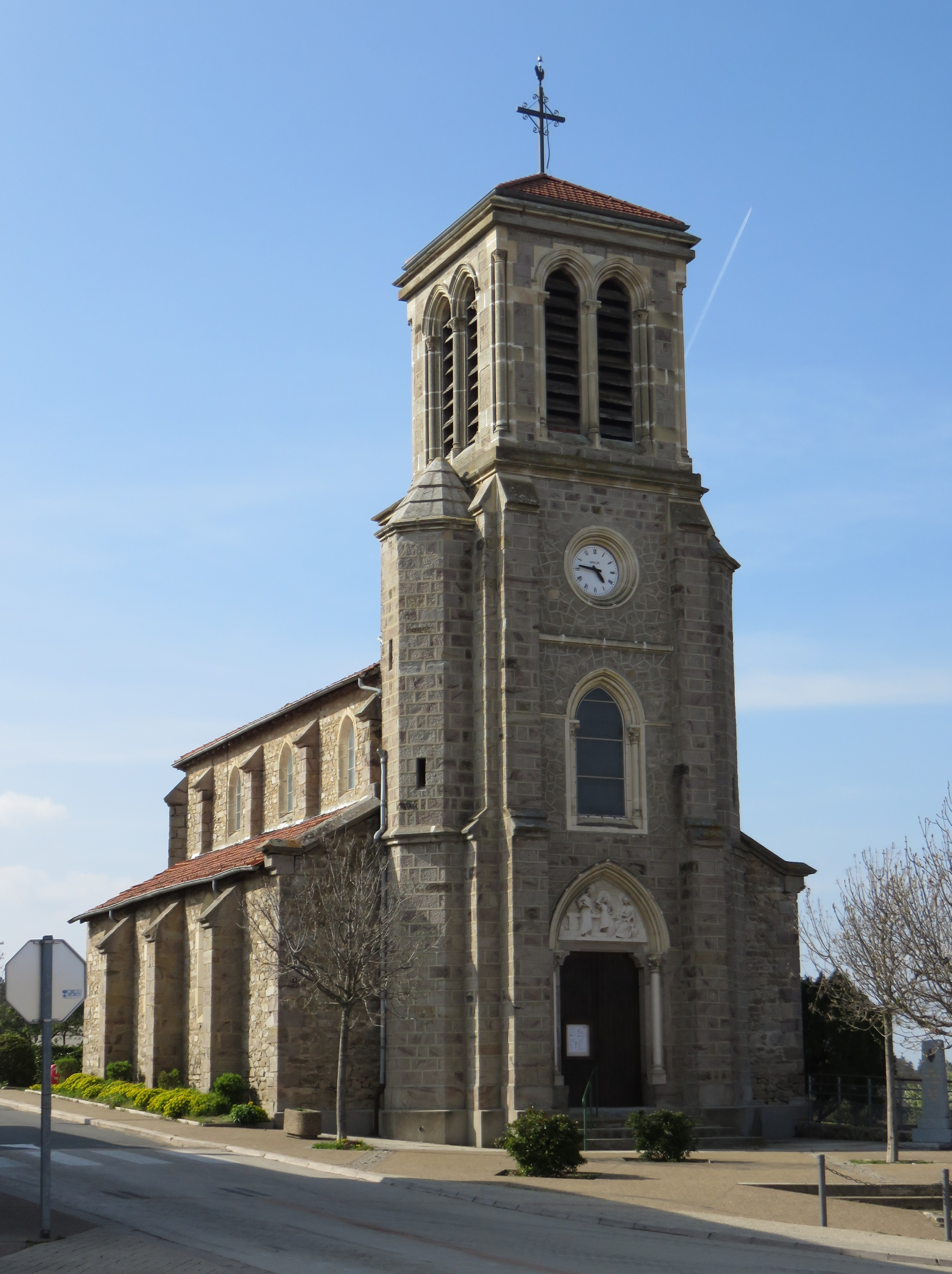
L'église de Boisset en 2017.

- Église Saint-Priest de Saint-Priest.